# Apriano
Apriano (in croato Veprinac, in italiano anche Vapriano dal nome latino Veprinacium o Veprinaz) è una frazione di 983 abitanti della città croata di Abbazia, nella regione litoraneo-montana, ma fortemente legato geograficamente e storicamente all'Istria.

## Geografia fisica
Apriano appartiene geograficamente e storicamente all'Istria ma amministrativamente alla regione litoraneo-montana. Si trova nel golfo del Quarnaro. Sorge sui resti di un antico castelliere giapidico sito sull'omonimo colle che domina Abbazia. Immerso fra querceti e faggeti è sempre riconoscibile da ogni punto del golfo del Quarnaro grazie al caratteristico campanile che spunta dal bosco in vetta al monte.
Il clima è molto mite con agosto il mese più caldo.

## Origini del nome
Si è incerti da dove derivi il nome del paese ma si pensa o dal latino aper = cinghiale, una volta probabilmente presente nei dintorni del castelliere; oppure dal pungitopo (Ruscus aculeatus), detto in dialetto locale Leprina, pianta onnipresente sul territorio di Apriano: da notare che in dialetto il paese si chiama Leprinac.

## Storia
Il primo documento dove si nomina Apriano è il testamento di Ugone da Duino (1374). Apriano è comunque antecedente e prova ne sono antichi resti quali mura romane e mura preromane di un antico castelliere giapidico.
Ad Apriano fu scritto uno dei più antichi statuti della Croazia. Lo statuto compilato in croato antico in scrittura glagolitica nel 1500, venne anche tradotto in italiano nel 1629. Fino al 1583, assieme a Moschiena, ebbe posizione privilegiata, in quanto questi due luoghi erano uniti al capitanato di Fiume, senza dipendere da alcuna provincia. In quell'anno però, sebbene gli abitanti protestassero, vennero incorporati alla Carniola. Famose le resistenze alle truppe francesi comandate dal generale Gauthier e nel nostro secolo al regime nazifascista. Vi sono nate qui infatti le prime resistenze formate da partigiani.
Apriano fu per molti anni comune a cui apparteneva anche la località di Abbazia, allora piccolo villaggio di poche case di pescatori. Sotto la giurisdizione italiana, nel 1930, visto lo sviluppo di Abbazia, si decise di trasferire il comune da Apriano ad Abbazia.
Lungo la storia Apriano è stata chiamata in diversi modi: Apriano, Vapriano, Veprinac, Veprinacium, Veprinaz, Veprinoc, Wiprinatz, Vapriniz.

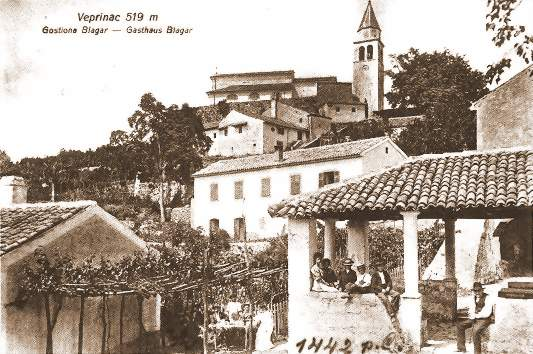
Vecchia cartolina

## Monumenti e luoghi d'interesse
- Chiesa parrocchiale di San Marco: la chiesa medioevale nasce sui resti dell'antico castelliere nel XIV secolo ad ordine di Anna Stell o Elisabetta di Duino che visse nel castello di Apriano (oggi abitazione e sala espositiva). Barocchizzata nel 1680, la chiesa contiene preziosi altari, affreschi ed antiche tombe. Di notevole valore artistico e culturale sono le panchine. Erta in cima al monte, a 519 m s.l.m., la chiesa con accanto il campanile e i resti di una casamatta, domina tutto il golfo con viste eccezionali.
- Cappella di San Anna: meta di pellegrinaggi medioevali, testimone le tantissime scritte dei pellegrini accanto all'altare, è la chiesa più vecchia della zona. Si trova fuori delle mura cittadine e fu costruita nel 1442.
- Cappelle di Santa Maria e Santa Elena: esempi dell'architettura medioevale istriana sono preziosi scrigni della storia. La chiesa di S. Maria possiede fondamenta ancora più antiche di quelle di San Anna: ciò indica che li esisteva prima una chiesetta ancora più antica.
- Passeggiate: sono la caratteristica di questi luoghi: la prima fu fatta costruire dall'imperatore austroungarico Francesco Giuseppe I d'Asburgo e porta diritto ad Abbazia. Da allora continuano ad attirare tanti appassionati di natura per fare splendide passeggiate nella natura incontaminata che circonda i dintorni di Apriano. Camminando si possono notare specie vegetali rare e luoghi quasi dimenticati come piccoli paesini che circondano i dintorni di Apriano.

## Società

### Etnie e minoranze straniere
Fino al 1945 Apriano presentava ca. il 20% di italiani, nucleo scomparso dopo l'esodo giuliano dalmata.

## Geografia antropica
Oggi sotto il nome di Apriano, oltre all'antico borgo in vetta alla collina, si contano i diversi piccoli centri abitati che lo circondano, ciascuno con il proprio nome (Zatca/Zatka, Vas/Villa di Apriano, Falalelići/Falalelici, Zagrad/Sagrado o Vassansca, Skofi/Scoffi, Vedez/Vedes, Tumpići/Tumpici, Stari Grad/Castelvecchio ecc.). Apriano fa parte oggi del comune di Abbazia e ne è la parte storica.

## Economia
La popolazione conta poco più di 1 000 abitanti pressoché impegnati nella coltivazione e nel turismo.